# Fance Franck
Pour les personnes ayant le même patronyme, voir Franck.
Fance Franck est une céramiste américaine, née le 9 avril 1927 à Montgomery (Alabama, États-Unis) et morte le 5 août 2008 à Paris.

## Biographie
Fance Franck commence par suivre des études de poésie contemporaine française et anglaise à Harvard. 

Elle ouvre son premier atelier à New York dans le Village où elle fréquente Jasper Johns, Rauschenberg, John Cage, Merce Cunningham…

En 1950, après avoir fait l'expérience de la sculpture en terre lors de son premier séjour à Paris, elle étudie à l'École des beaux-arts de Boston.

### La rencontre décisive
C'est en 1957 que Fance Franck rencontre Francine Del Pierre avec qui elle fonde, trois ans plus tard, l'atelier de la rue Bonaparte qui deviendra un lieu de travail et de rencontres, connu d'un cercle d'amateurs et de collectionneurs, telle Fina Gomez, et où se retrouveront les directeurs des musées internationaux et de grands maîtres potiers comme Bernard Leach, Shōji Hamada et Michael Cardew (en), mais également des écrivains comme Pierre Lecuire ou Marguerite Yourcenar, et des peintres comme Sergio De Castro.
Fance Franck fait ses débuts en céramique en s'inspirant fortement de l'œuvre de Francine Del Pierre, dont elle est le premier disciple. Leurs pièces sont, en règle générale, montées au colombin (et non pas tournées). Elles porteront cette technique à un degré très élevé, arrivant à créer des céramiques d'une légèreté incomparable.
Au décès prématuré de Francine Del Pierre en 1968, Fance Franck commence à s'émanciper en pratiquant une recherche constante de nouvelles formes, toujours inspirées de l'influence extrême-orientale. Elle a un niveau d'exigence technique très élevé et fait un important travail sur les émaux. Elle maîtrise la technique de la porcelaine artisanale qu'elle consolide par une longue collaboration avec la Manufacture de Sèvres ainsi qu'avec celle d'Arita, au Japon. 

Un travail soutenu sur la céramique chinoise l'amène à redécouvrir la formule du rouge de cuivre Ming, dit « rouge frais » ou « sang de sacrifice », réservé alors à la famille impériale.
Dans la dernière partie de son œuvre, Fance Franck crée de nombreuses pièces « ternaires » à motifs géométriques trinitaires.

### Publication
En 1963, Fance Franck a traduit de l'anglais, avec Marguerite Buchet et Francine Del Pierre, Le Théâtre de l'absurde (The Theatre of the Absurd) de Martin Esslin (Paris, Buchet-Chastel ; réédité en 1992).

### Exposition rétrospective
Une grande rétrospective de l'œuvre de Francine Del Pierre et de Fance Franck a été organisée, au début de l'année 2004, à la mairie du VIe arrondissement de Paris.
Un livre a été édité pour l'occasion.

## Note
1. ↑  « Fance Franck », sur deces.matchid.io (consulté le 2 février 2021)
2. ↑  Notice du catalogue général de la BNF
3. ↑  Francine Del Pierre - Fance Franck. Dialogue des céramistes, Antoine Gournay, Éditions Norma,  (ISBN 978-2-9092-8389-0).